# Wonoharjo (Wonogiri)
Wonoharjo is een bestuurslaag in het regentschap Wonogiri van de provincie Midden-Java, Indonesië. Wonoharjo telt 3632 inwoners (volkstelling 2010).